# Maria de Lurdes Mutola
Maria de Lurdes Mutola (Maputo, 27 de Outubro de 1972) é uma atleta moçambicana, campeã dos 800m nos Jogos Olímpicos de Sydney em 2000.
Mutola detém o recorde do Mundo dos 1000 metros em pista coberta e em pista aberta, recorde africano dos 1000 metros em pista aberta e o recorde africano dos 800 metros em pista aberta.

## Biografia
Maria Mutola nasceu no bairro de Chamanculo da cidade de Maputo e desde criança foi ligada nos esportes. 
Não tendo sido a sua participação aceita  no campeonato de futebol de juniores masculinos, com 14 anos inicia-se no atletismo. Filha de pai operário dos serviços portuários e caminhos de ferro e mãe doméstica, Maria de Lurdes Mutola é de família humilde. 
Em 1988, beneficia da bolsa de solidariedade olímpica para os países do terceiro mundo e passa a residir no estado do Oregon, Estados Unidos, onde frequenta e conclui o Liceu. 
Desde então, não parou de correr e já venceu uma centena de provas internacionais, colocando-se entre os maiores do atletismo internacional.
Mutola detém o recorde mundial dos 1000 metros em pista coberta e em pista aberta, recorde Africano dos 1000 metros em pista aberta, recorde Africano dos 800 metros em pista aberta. Em 1995 consagra-se vencedora do Grande Prémio da IAAF - Federação Internacional de Atletismo Amador. 
Foi três vezes campeã africana (uma das quais em 1500 metros), e duas vezes no campeonato dos Jogos Pan-Africanos.
A menina que queria ser futebolista tornou-se campeã de atletismo e a primeira moçambicana a ganhar uma medalha de ouro para Moçambique. 
Em 2000 foi eleita para tomar parte na Comissão de Atletas do Comité Olímpico Internacional, posição que ocupa até hoje. 
Maria de Lurdes Mutola é detentora de todos os recordes de Moçambique para as suas categorias.

## Títulos
2003
•	Campeã Mundial dos 800 metros - Edmonton/ Canadá - Pista Aberta 
•	Campeã Mundial dos 800 metros - Lisboa/ Portugal - Pista Coberta 
•	Vencedora do Meeting do Mónaco/ Espanha - 800 metros pista 
•	Vencedora do Meeting de Zurique/ Suíça - 800 metros pista 
•	Vencedora do meeting de Paris/ França - 1000 metros pista aberta 
•	Vencedora do Meeting de Nova Iorque/ USA - 800 metros 
•	Vencedora do Meeting de Eugen/ USA - 800 metros 
•	2ª Classificada no Meeting de Oslo/ Noruega - 800 metros 
•	2ª Classificada no Meeting de Paris/ França - 800 metros 
Ano 2000
•	Campeã Olímpica dos 800 metros - Sydney/ Austrália - 800 metros 
•	Vencedora do Meeting de Bruxelas/ Bélgica - 800 metros 
Ano 1999
•	Vencedora do meeting de Estocolmo/ Suécia - recorde dos 1000 metros em pista coberta 
•	Vencedora do meeting de Zurique/ Suíça - 800 metros 
•	Vencedora do meeting de Nice/ França - 1000 metros 
•	Vencedora do meeting de Munique/ Alemanha - 800 metros pista coberta 
•	Vencedora do meeting de Meebashi - 800 metros pista aberta 
•	2.ª Classificada no Campeonato Mundial de Sevilha/ Espanha - 800 metros pista aberta. 
Ano 1998
•	Campeã de África no Meeting de Joanesburgo - 800 metros pista aberta 
•	Vencedora do Meeting de Zurique/ Suíça - 800 metros pista aberta 
Ano 1997
•	Vencedora do Meeting de Paris/ França - 800 metros pista Coberta 
•	Vencedora do Meeting de Colónia/ Alemanha - 800 metros 
•	2.ª Classificada no Meeting de Fukuoka / Japão- 800 metros 
•	3.ª Classificada do Meeting de Atenas/ Grécia - 800 metros 
Ano 1996
•	Vencedora do Meeting de Oslo/ Noruega - 1 Milha 
•	Vencedora do Meeting de Zurique/ Suíça - 800 metros 
•	Medalha de Bronze nos Jogos Olímpicos de Atlanta/ EUA - 800 metros 
Ano 1995
•	Campeã Mundial de Pista Coberta Barcelona/ Espanha - 800 metros 
•	Vencedora do Torneio da IAAF - Grande Prémio da MOBIL - 800 metros 
•	Vencedora do Meeting de Gotemburgo - 800 metros 
•	Vencedora do Meeting do Mónaco - 800 metros 
•	Vencedora do Meeting de Bruxelas - 1500 metros 
Ano 1994
•	Vencedora do Meeting de Londres/ Inglaterra - 800 metros 
•	Vencedora do Meeting de Langenthal - 200 metros 
•	Vencedora do Meeting de Mónaco - 400 metros 
•	Vencedora do Meeting de Zurique/ Suíça - 800 Metros 
Ano 1993
•	Vencedora do Torneio da IAAF - Grande Prémio da MOBIL em Londres/ Inglaterra- 800 metros 
•	Campeã Mundial dos 800 metros em Estugarda/ Alemanha 
•	Campeã Mudial dos 800 metros em pista coberta em Toronto/ Canada 
•	Vencedora do Meeting de Nice/ França - 1500 metros 
Ano 1992
•	Vencedora do Meeting de Havana/ Cuba dos 800 metros 
•	Vencedora do Meeting de Barcelona/ Espanha 1500 metros 
•	9.ª Classificada nos Jogos Olímpicos de Barcelona/ Espanha - 1500 metros 
•	5.ª Classificada nos Jogos Olímpicos de Barcelona/ Espanha - 800 metros 
•	Vencedora do Meeting de Eugene/ EUA - 2000 metros 
Ano 1991
•	4.ª Classificada nos Campeonatos Mundiais de Atletismo Tóquio/ Japão - 800 metros 
•	Vencedora do Meeting de Eugene/ EUA - 1500 metros 
•	Vencedora do Meeting de Springfield/ EUA - 3000 metros 
Ano 1990
•	Vencedora do Meeting de Springfield/ EUA - 5000 metros 
Ano 1988
•	7.ª Classificada nos Jogos Olímpicos de Seul/ Coreia do Sul- 800 metros 
•	Campeã Moçambicana de Atletismo 

## Fonte
- Fundação Lurdes Mutola, 2003